# South Petherton
South Petherton är en by och en civil parish i Somerset i England. Orten har 3 367 invånare (2011). Byn nämndes i Domedagsboken (Domesday Book) år 1086, och kallades då Sudperet/Sutpedret/Sutperret/Sutpetret/Sudperetone/Sutperettona.